# Toventunnel
Der Toventunnel ist ein Straßentunnel in Nordland (Norwegen). Er liegt auf der Fylkesvei 78 und verbindet Leirfjord mit der Gemeinde Vefsn. Der 10 665 m lange Tunnel wurde am 22. November 2014 eröffnet und ersetzt die alte, schmale Straße am Vefsnfjorden. Diese ist mittlerweile für den Verkehr gesperrt. 2022 nutzten durchschnittlich 1415 Fahrzeuge am Tag den Toventunnel.
Insgesamt hat der Tunnel nach fast fünf Jahren Bauzeit 580 Millionen NOK gekostet. Dieser Betrag wird zum Teil durch eine Maut refinanziert, 2023 kostete der Standardtarif 91 NOK (ca. 8 €).
Der Toventunnel ist für Fußgänger und Radfahrer gesperrt, als Alternative kann der fünfmal am Tag verkehrende Linienbus (Linie 705) durch den Tunnel genutzt werden.
Es wurden drei leichte Kurven zur Entfernungsabschätzung für Autofahrer eingebaut, außerdem befindet sich der höchste Punkt in der Mitte des Tunnels. Von dort ist es in beide Richtungen leicht abschüssig, damit Wasser abfließen kann. Außerdem verfügt der Toventunnel über Notruftelefone, Feuerlöscher, eine Belüftung, die im Brandfall als Entrauchungsanlage dient, sowie Wendenischen, die auch von großen Fahrzeugen nutzbar sind.